# 瓦西里夫斯凱 (波洛希區)
47°47′45″N 35°49′56″E / 47.79583°N 35.83222°E
瓦西里夫斯凱（烏克蘭語：Василівське）是位於烏克蘭東南部的村莊，由扎波羅熱州波洛希區的普雷奧布拉任卡市鎮負責管轄。該村始建於1920年，面積0.73平方公里，海拔高度126米，2001年人口172，人口密度每平方公里234.7人。